# 巴西尼地区帕尔努瓦
巴西尼地区帕尔努瓦（法語：Parnoy-en-Bassigny，法語發音：[paʁnwa ɑ̃ basiɲi]）是法国上马恩省的一个市镇，位于该省东部略偏南，属于朗格勒区。该市镇于1973年由原市镇帕尔诺（Parnot）和巴西尼地区弗雷努瓦（Fresnoy-en-Bassigny）合并而成。

## 地理
巴西尼地区帕尔努瓦（48°0'26"N, 5°38'40"E）面积40.75 平方千米，位于法国大東部大區上马恩省，该省份为法国东北部内陆省份，北起马恩省和默兹省，西接奥布省，西南接科多尔省，东南接上索恩省，东临孚日省。
与巴西尼地区帕尔努瓦接壤的市镇（或旧市镇、城区）包括：巴西尼地区布勒瓦讷、默兹河畔达马尔坦、拉里维耶尔-阿尔农库尔、瓦勒德默兹、默兹河畔勒沙特莱、塞尔克。

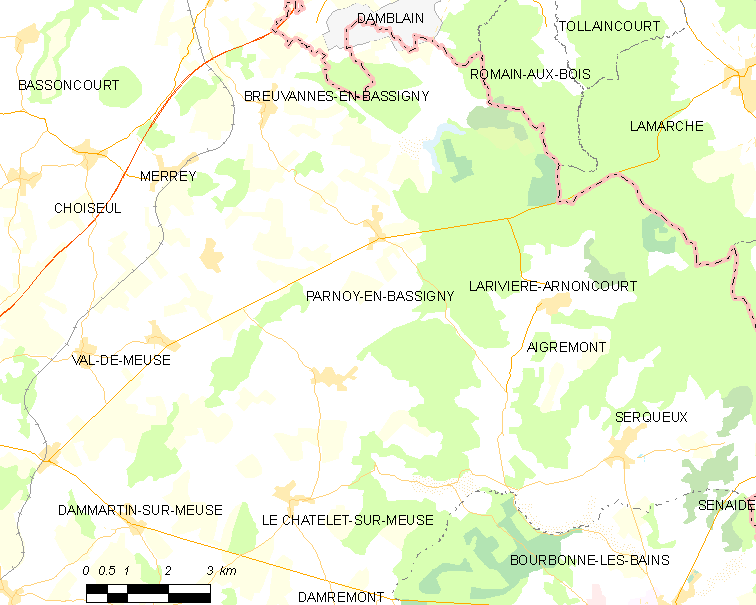
巴西尼地区帕尔努瓦的OSM定位图

巴西尼地区帕尔努瓦的时区为UTC+01:00、UTC+02:00（夏令时）。

## 行政
巴西尼地区帕尔努瓦的邮政编码为52400，INSEE市镇编码为52377。

## 政治
巴西尼地区帕尔努瓦所属的省级选区为波旁莱班县。

## 人口

1962-2008年间巴西尼地区帕尔努瓦人口变化图示

巴西尼地区帕尔努瓦于2022年1月1日时的人口数量为285人。